# Смолій Валерій Андрійович
Вале́рій Андрі́йович Смолі́й (нар. 1 січня 1950, Авратин, Волочиський район, Кам'янець-Подільська область, УРСР) — український громадський та політичний діяч, історик. Директор Інституту історії України НАН України. Доктор історичних наук (1985). Академік НАН України (1995). Заслужений діяч науки і техніки України (1998). Голова Українського національного комітету істориків, член Президії Національної спілки краєзнавців України, головний редактор «Українського історичного журналу».

## Життєпис
Народився 1 січня 1950 року у селі Авратин на Хмельниччині.
1970 року закінчив історичний факультет Кам'янець-Подільського державного педагогічного інституту (нині Кам'янець-Подільський національний університет імені Івана Огієнка).
Протягом 1970—1972 рр. працював учителем Волосівської 8-річної школи на Житомирщині та Богданівської середньої школи на Тернопільщині, асистентом у Ніжинському педагогічному інституті.
Від 1972 року працює в Інституті історії АН УРСР (нині Інститут історії України НАН України): від 1979 року — старший науковий співробітник, від 1986 року — завідувач відділу історії феодалізму (від 1991 р. — відділ історії України середніх віків, від 2006 р. — відділ історії України середніх віків і раннього нового часу), від 1991 року — заступник директора, від грудня 1993 року — директор.
У 1975 р. він захистив кандидатську дисертацію на тему «Возз'єднання Правобережної України з українськими землями у складі Російської держави» (науковий керівник член-кореспондент АН УРСР Федір Шевченко), а в 1985 р. — докторську дисертацію на тему «Суспільна свідомість учасників народних рухів України (друга половина XVII—XVIII ст.)». У 1992 році його обрано членом-кореспондентом, а в 1995-му — академіком НАН України. Професор (1999). 
Із 11 серпня 1997 року по 18 серпня 1999 року — Віце-прем'єр-міністр України з гуманітарних питань в уряді Валерія Пустовойтенка.
Із 1997 р. входить до складу Комітету з Державних премій України в галузі науки і техніки. Із 1998 — член Президії НАН України, з 2015 — академік-секретар Відділення історії, філософії та права НАН України.

## Нагороди
- Орден князя Ярослава Мудрого I ст. (28 листопада 2019) — за значний особистий внесок у державне будівництво, соціально-економічний, науково-технічний, культурно-освітній розвиток Української держави, вагомі трудові досягнення, багаторічну сумлінну працю[2]
- Орден князя Ярослава Мудрого II ст. (30 грудня 2014) — за визначний особистий внесок у розвиток національної науки, дослідження історичної спадщини Українського народу, багаторічну плідну науково-педагогічну діяльність[3]
- Орден князя Ярослава Мудрого III ст. (23 серпня 2011) — за значний особистий внесок у становлення незалежності України, утвердження її суверенітету та міжнародного авторитету, заслуги у державотворчій, соціально-економічній, науково-технічній, культурно-освітній діяльності, сумлінне та бездоганне служіння Українському народові[4]
- Орден князя Ярослава Мудрого IV ст. (30 грудня 2004) — за визначні особисті заслуги у розвитку вітчизняної науки, вагомий внесок у дослідження історичної спадщини українського народу, багаторічну плідну наукову і громадську діяльність[5]
- Орден князя Ярослава Мудрого V ст. (27 грудня 1999) — за визначні особисті заслуги перед Українською державою у розвитку історичної науки, багаторічну плідну наукову і громадську діяльність[6]
- Орден «За заслуги» I ст. (16 січня 2009) — за вагомий особистий внесок у справу консолідації українського суспільства, розбудову демократичної, соціальної і правової держави та з нагоди Дня Соборності України[7]
- Орден «За заслуги» II ст. (22 грудня 2006) — за вагомий особистий внесок у дослідження історичної спадщини українського народу, багаторічну плідну наукову і громадську діяльність[8]
- Почесна відзнака Президента України (22 серпня 1996) — за значний особистий внесок у розвиток української історичної науки, плідну наукову діяльність[9]
- Заслужений діяч науки і техніки України (26 листопада 1998) — за вагомий особистий внесок у розвиток наукових досліджень, зміцнення науково-технічного потенціалу України та з нагоди 80-річчя Національної академії наук України[10]
- Почесна грамота Кабінету Міністрів України (6 січня 2000) — за вагомий особистий внесок у розвиток історичної науки, науково-педагогічну  діяльність, підготовку підручників і посібників  для загальноосвітньої та вищої школи[11]
- Державна премія України в галузі науки і техніки 2001 року — за цикл праць «Україна крізь віки» (у складі колективу)[12]
- Почесна грамота АН УРСР (1981)
- Премія НАН України для молодих учених і студентів вищих навчальних закладів за кращі наукові роботи — за цикл робіт, присвячених дослідженню проблеми російсько-українських зв'язків, антифеодального та визвольного руху на Правобережній Україні у XVIII ст. (1978)[13]
- Премія імені Петра Тронька (2015)
- Відзнака НАН України «За сприяння розвитку науки» (2024)[14]

## Основні праці
- Моя Україна. — К., 2004 та ін.
- Україна. Поступ історії. — К., 2003.
- Богдан Хмельницький: Біографічний нарис. — К., 2002.
- Україна XX століття: У 2 кн. — К., 2002.
- Українська національна революція середини XVII століття: проблеми, пошуки, рішення. — К., 1999.
- Українська державна ідея XVII—XVIII століть: проблеми формування, еволюції, реалізації. — К., 1997.
- Богдан Хмельницький: соціально-політичний портрет. — К., 1993; 2-е вид., перероб. і доп. — К., 1995.
- Історія в життєписах. — К., 1994.
- Правобережна Україна у другій половині XVII—XVIII ст.: проблема державотворення. — К., 1993.
- У пошуках нової концепції Визвольної війни українського народу XVII ст. — К., 1992.
- Як і коли почала формуватися українська нація. — К., 1991.
- Формування соціальної свідомості народних мас України в ході класової боротьби (друга половина XVII—XVIII ст.). — К., 1986.
- Возз'єднання Правобережної України з Росією. — К., 1978.
- Петро Дорошенко. Політичній портрет. — К, 2011

## Родина
Дружина — дипломат, кандидат політичних наук, заступник Голови ДСК України Смолій (Українець) Наталія Петрівна (в шлюбі з 2016 р.). Син — Смолій Валерій Валерійович (2017 р.н.), Смолій Андрій Валерійович (1991 р.н.).